# فسفاآلکین

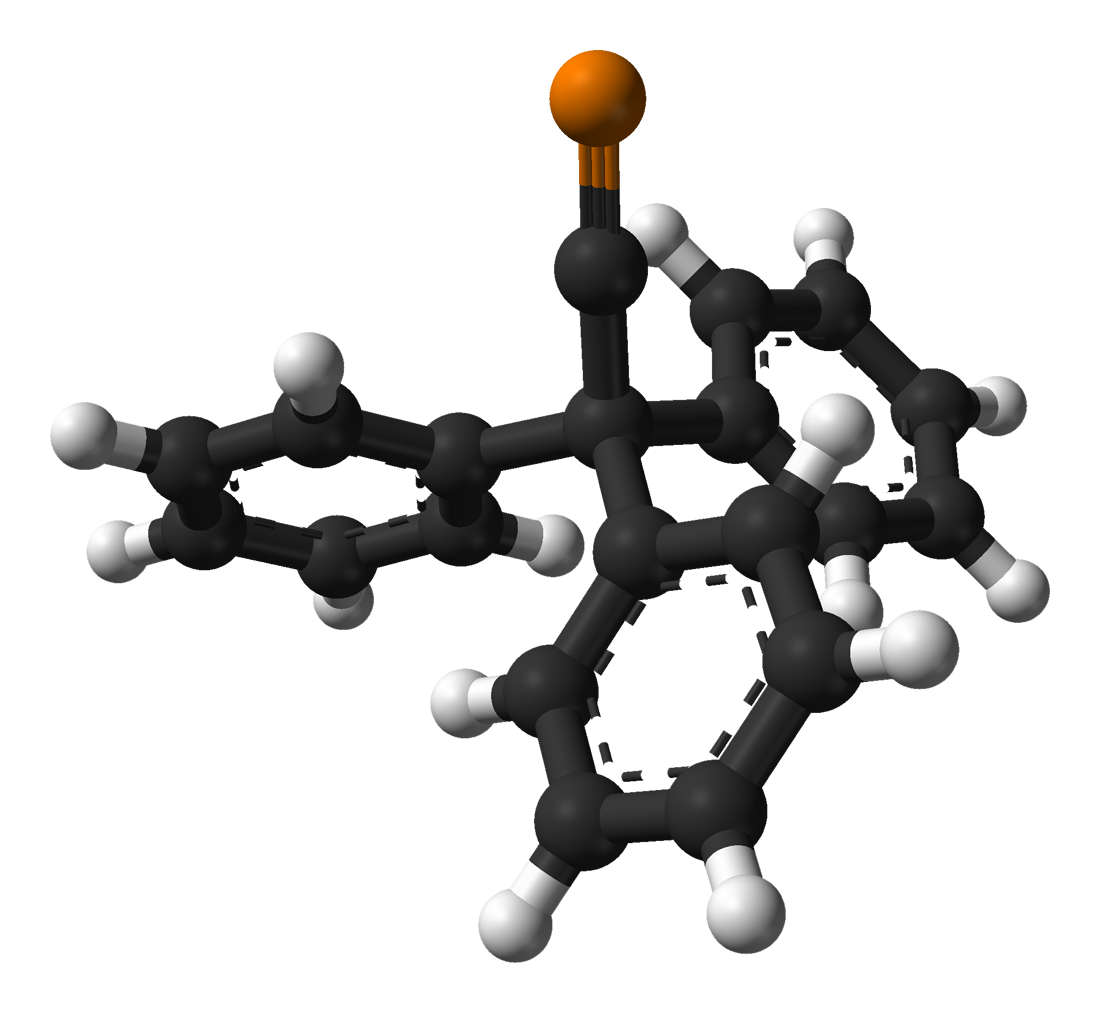
ساختار مولکولی تری‌فنیل‌متیل‌فسفااستیلن، یک فسفاآلکین

فسفاآلکین با نام آیوپاک (آلکیل‌ایدین‌فسفان) یک ترکیب آلی فسفر است که در آن یک پیوند سه‌گانه میان فسفر و کربن با فرمول کلی R-C≡P. برقرار است. به دلیل واکنش پذیری بالا این مواد را نمی‌توان در طبیعت پیدا کرد اما ساده‌ترین فسفاآلکین، متیل‌ایدین‌فسفان با فرمول H-C≡P در محیط میان ستاره ای دیده شده‌است.